# Верх-Ануйське
Верх-Ану́йське (рос. Верх-Ануйское) — село у складі Бистроістоцького району Алтайського краю, Росія. Адміністративний центр Верх-Ануйської сільської ради.
Стара назва — Верхнє Ануйське.

## Населення
Населення — 1255 осіб (2010; 1562 у 2002).
Національний склад (станом на 2002 рік):
- росіяни — 96 %